# Morphologie (linguistique)
Pour les articles homonymes, voir Morphologie.
En linguistique, la morphologie (du grec morphé, « forme », et lógos, « étude ») est traditionnellement la branche de la grammaire qui étudie la forme des mots, par opposition à la syntaxe, qui s’occupe de la fonction des mots et d’entités plus grandes que ceux-ci,,,,. En d’autres termes, la morphologie étudie les paradigmes des mots et l’organisation des traits grammaticaux, alors que la syntaxe traite des successions de mots, des relations syntagmatiques.
Dans une conception de l’organisation stratifiée, en niveaux, de la langue, le terme est aussi utilisé pour dénommer le niveau dont l’unité de base a la qualité de signe linguistique. En termes traditionnels, il dénomme la structure morphologique en tant que partie de la structure grammaticale,.
La morphologie n’a pas la même importance pour toutes les langues. Elle est surtout pertinente pour les langues dites synthétiques, qu’elles soient flexionnelles (appelées aussi fusionnelles ou fusionnantes) ou agglutinantes, et beaucoup moins pour les langues dites isolantes, dans lesquelles les mots sont en général invariables.
Du point de vue des stades d’une langue qu’elle étudie, on distingue la morphologie descriptive (synchronique), qui décrit la structure morphologique de la langue à un moment donné de son développement, et la morphologie historique (diachronique), qui étudie l’évolution de la structure morphologique de la langue et ses perspectives de développement. Il y a aussi la morphologie comparative, qui s’occupe en parallèle de l’évolution de la structure morphologique de deux ou de plusieurs langues (surtout apparentées), essayant, par exemple, d’établir des critères qui déterminent les relations typologiques entre langues.

## Aspects étudiés par la morphologie
Par « étude de la forme des mots » on entend l’étude d’au moins deux aspects.
L’un de ces aspects est celui de la structure interne du mot, des règles selon lesquelles se constituent ses formes, de la manière dont se combinent les morphèmes qui le constituent, autrement dit, les règles de la modification de ses formes. Les formes que prennent les mots sont principalement celles qui servent à exprimer divers traits grammaticaux (morphologiques). Ce sont, en fonction de la langue donnée, le genre, le cas, le nombre, la personne, la diathèse, le mode, le temps, l’aspect, le mode d’action, etc. En termes traditionnels, les modifications de forme sont appelées déclinaison et conjugaison.
Un autre aspect est le groupement des mots en classes lexico-grammaticales ayant des traits distincts, appelées traditionnellement parties du discours,, qui ne concerne pas seulement les mots dont la forme se modifie (parties du discours variables), mais aussi ceux dont la forme ne subit pas de changements (parties du discours invariables).

## Lien avec d’autres branches de la linguistique
La morphologie s’occupe de la structure morphologique, mais celle-ci n’est séparée d’aucun des niveaux de la langue ; c’est pourquoi il y a des interférences entre la morphologie et les autres branches de la linguistique.

### Morphologie et sémantique
La liaison entre morphologie et sémantique est très étroite, de plusieurs points de vue. Premièrement, les morphèmes qui constituent le mot sont porteurs de sens. Deuxièmement, une même forme peut avoir des sens grammaticaux différents, en fonction des circonstances de son emploi. Par exemple, la forme du présent de l’indicatif du verbe peut aussi avoir le sens de futur.
D’un autre point de vue, la morphologie a un rapport avec la sémantique par le fait que certaines formes des mots peuvent exprimer la modalité, une catégorie qui exprime l’attitude du locuteur envers ce qui est exprimé dans la phrase. Ainsi, par exemple, les formes modales du verbe expriment, en principe, au sujet du procès, la certitude de sa réalisation (l’indicatif), sa possibilité proprement dite (le subjonctif), sa possibilité conditionnée (le conditionnel), sa possibilité souhaitée (la valeur optative du conditionnel), sa possibilité demandée (l’impératif).

### Morphologie et phonétique/phonologie
Le lien entre morphologie et phonétique/phonologie se reflète, entre autres, dans l’existence d’une discipline intermédiaire, la morphophonologie, qui étudie les facteurs phonétiques/phonologiques qui affectent les morphèmes, les différences phonétiques/phonologiques entre variantes des morphèmes et les modifications phonétiques dans la zone de contact entre deux morphèmes. Des exemples de phénomènes morphophonologiques sont les alternances vocaliques et consonantiques associées ou non à l’ajout de suffixes. Exemples :
- entre variantes d’une voyelle : (fr) répéter ~ répète (mi-fermée ~ mi-ouverte)[14], (hu) víz (« eau ») ~ vizek (« eaux ») (longue ~ brève)[15] ;
- entre voyelles différentes : (fr) il/elle peut ~ il/elle put[14], (en) sing (« chanter », etc.) ~ sang (« je chantai », etc.) ~ sung (« chanté, -e, -s, -es ») ~ song (« chanson »)[16] ;
- entre une voyelle et son absence : (sr) borac (« combattant ») ~ borcu (« au combattant »)[17], (hu) bokor (« buisson ») ~ bokrok (« buissons »)[18] ;
- entre consonnes différentes : (fr) neuf ~ neuve[14], (ro) muscă (« mouche ») ~ muște (« mouches »)[19] ;
- entre une consonne et son absence : (fr) il bat ~ ils battent[14] ;
- entre une voyelle et une consonne : (sr) beo (« blanc ») ~ bela « blanche »[20] ;
- alternance vocalique et consonantique concomitante : (ro) carte (« livre ») ~ cărți (« livres »)[19].

### Morphologie et syntaxe
La forme du mot donnée par certains morphèmes grammaticaux qu’il contient est l’un des moyens d’expression des rapports grammaticaux. D’ailleurs, certaines orientations linguistiques modernes ne séparent pas la morphologie de la syntaxe, mais parlent de morphosyntaxe, qui est en même temps la description des règles de la structure interne des mots et des règles de la combinaison des mots en syntagmes et en propositions. Le nombre des parties du discours nominales (nom, adjectif, pronom), par exemple, peut être considéré comme une catégorie morphosyntaxique. D’un côté, l’opposition de nombre tient de la syntaxe, par exemple par les règles d’accord entre sujet et verbe ; d’un autre côté, la catégorie du nombre tient de la morphologie par la forme du mot qui l’exprime.
Plus une langue est synthétique, plus le poids de la forme des mots est important. La morphologie essaye de systématiser les relations entre structure des mots et leurs fonctions dans la proposition. C’est surtout évident dans le cas des parties du discours nominales qui, avec certaines formes qu’elles prennent, expriment certaines fonctions syntaxiques. En français, cela se réduit à l’expression, d’une part, du sujet, d’autre part, du complément d’objet direct et du complément d’objet indirect d’attribution par des formes différentes des pronoms personnels atones (par exemple je, respectivement me), mais dans les langues dites à déclinaison, l’expression des fonctions syntaxiques est beaucoup plus complexe, se réalisant surtout par des désinences casuelles. Exemples :
- (ro) Băiatul este aici « Le garçon est là » (cas nominatif – sujet) ; Cartea băiatului este aici « Le livre du garçon est là » (cas génitif – complément du nom exprimant le possesseur)[24] ;
- (hr) Ševa leti visoko « L’alouette vole haut » (nominatif – sujet) ; Ševo, leti visoko! « Alouette, vole haut ! » (vocatif – interpellation, sans fonction syntaxique)[25] ;
- (hu) Péter Annának adta a pénzét « Péter a donné son argent à Anna » (datif – complément d’objet indirect d’attribution) ; Péter helyet cserél Annával « Péter change de place avec Anna » (instrumental – complément circonstanciel d’accompagnement)[26].

### Morphologie et lexicologie
Parfois, en changeant la forme d’un mot, on crée une unité lexicale nouvelle, par :
- ajout d’un affixe (suffixe, préfixe) : (fr) auto-stop → auto-stoppeur[27], (en) happy (« heureux ») → unhappy (« malheureux »)[28] ;
- changement d’un affixe : (fr) traction → tracter[29], (hu) repül (« il/elle vole » (dans les airs)) → repdes (« il/elle volète »)[30] ;
- suppression d’un affixe : (fr) attaquer → attaque[31], (ro) nucă (« noix ») → nuc (« noyer »)[32] ;
- réunion de deux ou plusieurs mots en un seul : (fr) abat-jour[33], (cnr) śeverozapad (« nord-ouest »)[34].

Vu le résultat de ces procédés, c’est-à-dire de la dérivation lexicale (les trois premiers exemples) et de la composition lexicale (le dernier exemple), certains linguistes les traitent dans le cadre de la morphologie, étant donné qu’ils consistent en des changements de forme,,. D’autres linguistes les incluent dans la lexicologie. C’est la tradition dans la linguistique roumaine, par exemple. Il y a aussi des auteurs qui voient dans la formation des mots une branche à part de la linguistique.

## Sources bibliographiques
- (ro) Ion Bărbuță et al., Gramatica uzuală a limbii române [« Grammaire usuelle du roumain »], Chișinău, Litera, 2000 (ISBN 9975-74-295-5, lire en ligne).
- (hr) Eugenija Barić et al., Hrvatska gramatika [« Grammaire croate »], Zagreb, Školska knjiga, 1997, 2e éd., 683 p. (ISBN 953-0-40010-1).
- (ro) Angela Bidu-Vrănceanu (dir.), Dicționar general de științe. Științe ale limbii [« Dictionnaire général des sciences. Sciences de la langue »], Bucarest, Editura științifică, 1997 (ISBN 973-440229-3, lire en ligne)
- (hu) József Bokor, « Szóalaktan », dans Anna A. Jászó, A magyar nyelv könyve [« Le livre de la langue hongroise »], Budapest, Trezor, 2007, 8e éd. (ISBN 978-963-8144-19-5).
- (en) Hadumod Bussmann (trad. Kerstin Kazzazi et Gregory Trauth), Routledge dictionary of language and linguistics [« Dictionnaire de la langue et de la linguistique »], Routledge, 1998 (ISBN 978-0-203-98005-7, 978-0-415-02225-5 et 978-0-415-20319-7, lire en ligne).
- (cnr) Adnan Čirgić, Ivo Pranjković et Josip Silić, Gramatika crnogorskoga jezika [« Grammaire du monténégrin »], Podgorica, Ministère de l’Enseignement et des Sciences du Monténégro, 2010 (ISBN 978-9940-9052-6-2, lire en ligne)
- (en) Dana Cojocaru, Romanian Grammar [« Grammaire roumaine »], SEELRC, 2003 (lire en ligne).
- (ro) Gheorghe Constantinescu-Dobridor, Mic dicționar de terminologie lingvistică [« Petit dictionnaire de terminologie linguistique »], Bucarest, Albatros, 1980.
- (ro) Gheorghe Constantinescu-Dobridor, Dicționar de termeni lingvistici [« Dictionnaire de termes linguistiques »], Bucarest, Teora, 1998 (lire en ligne).
- (en) David Crystal, A Dictionary of Linguistics and Phonetics [« Dictionnaire de linguistique et de phonétique »], Blackwell Publishing, 2008, 4e éd. (ISBN 978-1-4051-5296-9, lire en ligne).
- (hu) Lajos Nagy, « A szóalkotás módjai », dans Anna A. Jászó, A magyar nyelv könyve [« Le livre de la langue hongroise »], Budapest, Trezor, 2007, 8e éd. (ISBN 978-963-8144-19-5).
- Jean Dubois, Mathée Giacomo, Louis Guespin, Christiane Marcellesi, Jean-Baptiste Marcellesi et Jean-Pierre Mével, Dictionnaire de linguistique, Paris, Larousse-Bordas/VUEF, 2002, 514 p. (ISBN 2-03-532047-X, lire en ligne [PDF]).
- (en) Halvor Eifring et Rolf Theil, Linguistics for Students of Asian and African Languages [« Linguistique pour les étudiants en langues asiatiques et africaines »], Université d’Oslo, 2005 (lire en ligne)
- (ru) V. A. Fiodorov, Теоретическая фонетика французского языка. Учебно-методическое пособие для вузов [« Phonétique théorique du français. Moyen d’enseignement pour les universités »], Centre de publication et imprimerie de l’Université d’État de Voronej,‎ 2008 (lire en ligne).
- Maurice Grevisse et André Goosse, Le Bon Usage. Grammaire française, Bruxelles, De Boeck Université, 2007, 14e éd. (ISBN 978-2-8011-1404-9, lire en ligne).
- (ro) Hristea, Theodor, « Procedee interne de îmbogățire a vocabularului » [« Procédés interne d’enrichissement du vocabulaire »], Dominte, Constantin, Introducere în teoria lingvistică. Antologie pentru Seminarul de Teorie a Limbii [« Introduction à la théorie linguistique. Anthologie pour le Séminaire de théorie de la langue »], Université de Bucarest, 2003 (consulté le 11 février 2019)
- (hu) László Kálmán et Viktor Trón, Bevezetés a nyelvtudományba [« Introduction à la linguistique »], Budapest, Tinta, 2007, 2e éd. (ISBN 978-963-7094-65-1, lire en ligne).
- (hu) Ferenc Kiefer, chap. 3 « Alaktan [« Morphologie »] », dans Péter Szerkesztette Bajor, Ferenc Kiefer, Gábor Náray-Szabó, József és Pál, Magyar nyelv [« La langue hongroise »], Akadémiai Kiadó, Akad. K, coll. « Akadémiai kézikönyvek », 2006 (ISBN 978-963-05-8324-4, lire en ligne), p. 34–49.
- (sr) Ivan Klajn, Gramatika srpskog jezika [« Grammaire de la langue serbe »], Belgrade, Zavod za udžbenike i nastavna sredstva, 2005 (ISBN 86-17-13188-8, lire en ligne).
- (hu) Krisztina Laczkó, « Alaktan », dans Keszler, Borbála, Magyar grammatika [« Grammaire hongroise »], Budapest, Nemzeti Tankönyvkiadó, 2000 (ISBN 978-963-19-5880-5), p. 35-64.
- (hu) Péter Siptár, chap. 2 « fejezet – Hangtan », dans Ferenc Kiefer, Magyar nyelv [« La langue hongroise »], Budapest, Akadémiai Kiadó, 2006 (ISBN 963-05-8324-0), p. 14–33.